# جوزيف انجلوا
جوزيف انجلوا هو سياسي كندي، ولد في 15 أبريل 1909 في فارين في كندا، وتوفي في 19 نوفمبر 1964 في كندا. حزبياً، نشط في الحزب الليبرالي الكندي. وقد انتخب عضو مجلس العموم الكندي.